# 田納西號戰艦
田納西號戰艦（USS Tennessee BB-43）是一艘隸屬於美國海軍的戰艦，為田納西級戰艦的首艦。她是美軍第三艘以田納西州為名的軍艦。
田納西號在1917年於布魯克林造船廠建造，於1919年下水，在1920年服役。接著田納西號以訓練為主，並參與多次艦隊解難演習（Fleet Problems）。1941年日本海軍偷襲珍珠港，田納西號雖受到日軍飛機攻擊，但受損相對輕微，在襲擊後返回美國本土維修，然後參與瓜達爾卡納爾島戰役。接著田納西號再次回國，並進行現代化改建。改建後田納西號先後參與阿留申群島戰役、吉爾伯特及馬紹爾群島戰事、馬里亞納群島及帛琉戰事、雷伊泰灣海戰、仁牙因灣戰役及硫磺島戰役。沖繩戰役期間，田納西號是第54特遣艦隊的旗艦，曾遭受神風特攻隊自殺飛機攻擊，但受損輕微。1945年田納西號參與盟軍佔領日本，然後返國待命。1947年田納西號退役，並在1959年除籍出售拆解。
田納西號在二戰共獲得10枚戰鬥之星。